# Santa Cruz Warriors 2015-2016
La stagione 2015-16 dei Santa Cruz Warriors fu la 10ª nella NBA D-League per la franchigia.
I Santa Cruz Warriors arrivarono quinti nella Pacific Division con un record di 19-31, non qualificandosi per i play-off.

## Roster
| N° | Naz.                       | Ruolo | Sportivo         | Anno | Alt. | Peso |
| -- | -------------------------- | ----- | ---------------- | ---- | ---- | ---- |
| 3  | Stati Uniti (bandiera)     | G     | Juwan Staten     | 1992 | 185  | 86   |
| 7  | Stati Uniti (bandiera)     | G     | Elliot Williams  | 1989 | 196  | 82   |
| 8  | Stati Uniti (bandiera)     | GA    | Xavier Henry     | 1991 | 198  | 100  |
| 9  | Stati Uniti (bandiera)     | GA    | Terrence Drisdom | 1992 | 196  | 79   |
| 12 | Stati Uniti (bandiera)     | G     | Dan Nwaelele     | 1984 | 196  | 93   |
| 13 | Stati Uniti (bandiera)     | GA    | Darington Hobson | 1987 | 201  | 95   |
| 14 | Stati Uniti (bandiera)     | G     | Aaron Craft      | 1991 | 188  | 88   |
| 15 | Stati Uniti (bandiera)     | AC    | Jarred Shaw      | 1990 | 208  | 107  |
| 15 | Bahamas (bandiera)         | GA    | Mychel Thompson  | 1985 | 201  | 98   |
| 17 | Stati Uniti (bandiera)     | GA    | Verdell Jones    | 1989 | 196  | 88   |
| 18 | Stati Uniti (bandiera)     | GA    | Ronnie Brewer    | 1985 | 201  | 107  |
| 19 | Stati Uniti (bandiera)     | A     | Cliff Alexander  | 1995 | 206  | 109  |
| 19 | Stati Uniti (bandiera)     | C     | Daniel Orton     | 1990 | 208  | 120  |
| 21 | Rep. Dominicana (bandiera) | G     | Luis Montero     | 1993 | 201  | 84   |
| 23 | Stati Uniti (bandiera)     | G     | Maurice Baker    | 1979 | 185  | 88   |
| 24 | Stati Uniti (bandiera)     | A     | Chris Udofia     | 1992 | 198  | 91   |
| 34 | Stati Uniti (bandiera)     | GA    | Anthony Vereen   | 1986 | 198  | 111  |
| 36 | Stati Uniti (bandiera)     | A     | Kevon Looney     | 1996 | 206  | 100  |
| 41 | Stati Uniti (bandiera)     | A     | Daniel Coursey   | 1992 | 208  | 100  |
| 98 | Sudan (bandiera)           | AC    | Mac Koshwal      | 1987 | 208  | 109  |

## Staff tecnico
- Allenatore: Casey Hill
- Vice-allenatore: James Andrisevic
- Preparatori atletici: Roger Sancho, Kyle Barbour